# Dondörflein
Dondörflein ist ein Gemeindeteil der Stadt Herzogenaurach im Landkreis Erlangen-Höchstadt (Mittelfranken, Bayern). Dondörflein liegt in der Gemarkung Herzogenaurach.

## Geografie
Unmittelbar südlich des Dorfes fließt der Tonweihergraben, der 500 Meter weiter östlich mit dem Krebsgraben zum Schleifmühlbach zusammenfließt, der in Herzogenaurach als rechter Zufluss in die Mittlere Aurach mündet. Der Ort liegt auf freier Flur; im Nordosten grenzt das Flurgebiet Klinge an, im Südwesten sind es die Tonäcker. 0,5 km westlich beginnt das Waldgebiet Münchauracher Ton.
Die Kreisstraße ERH 14 verläuft nach Herzogenaurach zur Staatsstraße 2263 (3 km nordöstlich) bzw. zur Kreisstraße ERH 13 (0,3 km westlich), die nach Höfen (0,8 km südlich) bzw. nach Falkendorf zur Staatsstraße 2244 führt (2,6 km nördlich).

## Geschichte
Der Ortsname bedeutet „Dörflein am Tannenwald“. Der Ort unterstand ursprünglich dem Hochstift Bamberg. Bereits im 14. Jahrhundert wurden Nürnberger Patrizier als Lehensträger genannt.
Gegen Ende des 18. Jahrhunderts gab es in Dondörflein 8 Anwesen. Das Hochgericht übte das brandenburg-bayreuthische Fraischvogteiamt Emskirchen-Hagenbüchach aus. Grundherren waren das bambergische Amt Herzogenaurach (2 Viertelhöfe) und Nürnberger Patrizier: von Ebner (2 Halbhöfe), von Imhoff (2 Viertelhöfe), von Tucher (2 Achtelhöfe). Die Dorf- und Gemeindeherrschaft wurde seit 1690 ganerblich von den Grundherren im zweijährigen Turnus ausgeübt.
Von 1797 bis 1810 unterstand der Ort dem Justizamt Markt Erlbach und Kammeramt Emskirchen. Im Rahmen des Gemeindeedikts wurde Dondörflein dem 1811 gebildeten Steuerdistrikt Münchaurach zugeordnet. Es gehörte der 1813 gegründeten Ruralgemeinde Falkendorf an.
Am 1. Januar 1972 wurde Falkendorf im Zuge der Gebietsreform in die neu gebildete Gemeinde Aurachtal eingegliedert. Am 1. Mai 1978 wurde Dondörflein nach Herzogenaurach umgemeindet.

### Einwohnerentwicklung
| Jahr      | 001818 | 001861 | 001871 | 001885 | 001900 | 001925 | 001950 | 001961 | 001970 | 001987 | 002019 | 002023 |
| Einwohner | 53     | 55     | 66     | 78     | 61     | 63     | 81     | 47     | 51     | 53     | 38     | 31     |
| Häuser    | 9      |        |        | 10     | 10     | 9      | 9      | 9      |        | 10     |        |        |
| Quelle    | [ 9 ]  | [ 10 ] | [ 11 ] | [ 12 ] | [ 13 ] | [ 14 ] | [ 15 ] | [ 16 ] | [ 17 ] | [ 18 ] | [ 1 ]  | [ 1 ]  |

## Religion
Der Ort ist römisch-katholisch geprägt und nach St. Magdalena (Herzogenaurach) gepfarrt. Seit dem 19. Jahrhundert gibt es auch Einwohner evangelisch-lutherischer Konfession, die nach St. Peter und Paul (Münchaurach) gepfarrt sind.